# 식객남녀 잘 먹었습니다
《식객남녀 잘 먹었습니다》는 2015년 1월 24일부터 방송되는 SBS CNBC의 요리 예능 프로그램이다.

## MC
- 1기: 김경식, 서민서 (2015년 1월 24일 ~ 2015년 4월 11일)
- 2기: 김경식, 맹승지 (2015년 7월 4일 ~ 2015년 9월 19일)
- 3기: 윤형빈, 신보라, 알렉스, 신지 (2015년 9월 26일 ~ 2016년 5월 29일)
- 4기: 김정민, 현영 (2016년 6월 11일 ~ 현재)